# Ion Marin Almăjan
Ion Marin Almăjan (n. 16 noiembrie 1940, Dalboșeț, județul interbelic Caraș, actualul Caraș-Severin) este un antologator, autor, eseist, director de editură, jurnalist, monograf, om de cultură, pamfletar, poet, prozator, publicist și scriitor român, membru al Uniunii Scriitorilor din România.

## Educație
Urmează studiile școlilor elementare din Dalboșeț și Bozovici, județul Caraș Severin, Liceul „Constantin Diaconovici Loga”, din Timișoara, Facultatea de Filologie a Universității din Timișoara, secția româno-germană.

## Activitate profesională
Între anii 1966 și 1979 a lucrat la ziarul Drapelul Roșu unde a ocupat funcția de redactor, șef secție cultură, redactor șef-adjunct.
Între 1979 și 1989 a fost director al Editurii Facla din Timișoara. Între 1990 și 2000 a activat ca publicist-comentator, șef secție culturală la ziarul Renașterea bănățeană din Timișoara. Între 2000 și 2005 a fost director al Direcției de Cultură, Culte și Patrimoniul Cultural Național a județului Timiș.

## Opera
- Sunt dator cu o durere, (povestiri) Editura Eminescu, 1970, București
- Spune-mi, unde duce acest drum?, (roman) Editura Eminescu, 1972, București
- Neîmpăcați în mânie, (roman) Editura Eminescu, 1974, București
- Sentimentul puterii, (roman) Editura Eminescu, 1976, București
- Tornada, (roman) Editura Eminescu,1980, București
- Întoarcerea spre asfințituri, ( povestiri), Editura Facla, 1984, Timișoara
- În afara gloriei, (roman) vol.I Editura Renașterea bănățeană, 1994,Timișoara
- Vremea hahalerelor, (pamflete politice) Editura Augusta, 2003, Timișoara
- Mătușa mea Maria Theresia,(povestiri) Editura Augusta, 2003, Timișoara
- În afara gloriei, (roman) vol.I-II, Editura Excelsior Art, 2006, Timișoara
- Ca mierea, ca fierea-cuvântul, (publicistică), Editura Excelsior Art, 2007, Timișoara
- Amintiri despre țărani, (poeme), Editura Hestia/David Press Print, 2011, Timișoara[1]
- 10 prozatori români contemporani, (antologie) Editura Narodna Kniga, 1975, Sofia, Bulgaria
- Tornada, Editura Makedonska Kniga, 1982, Skoplje, Macedonia
- Requiem per una regina (povestiri), Editura Impegno 80, 1984, Mazara del Vallo,Sicilia
- Poeti romeni contemporanei (antologie în colaborare cu Mihai Ungheanu, Cezar Ivănescu), Editura Impegno 80,1986, Mazara del Valllo, Sicilia
- Țara Almăjului, (studiou monografic -Institutul social Banat-Crișana, 1939) prefață, îngrijire de ediție, Editura Mirton, 2004, Timișoara
- Emil Petrovici „Folclor din Valea Almăjului,( prefață, ediție realizată și îngrijită) Editura Waldpress, Timișoara, 2005.
- Fascinația și magia scenei-actorul Vladimir Jurăscu față-n față cu critica teatrală (prefață, ediție realizată și îngrijită) Editura David Press Print, 2012, Timișoara
- România cu pistolul la tâmplă, eseuri, Editura David Press Print, Timișoara, 2013
- Ochiul neadormit al bufniței, eseuri, Editura David Press Print, 2016, TImișoara
- Orgoliile orașului regal, roman, Editura David Press Print, 2018 Timișoara.

## Premii, recunoaștere
- Ordinul Național Meritul Cultural Clasa a IV-a, 1974
- Ordinul Național Serviciul Credincios în grad de Cavaler (2002) „pentru talentul și dăruirea arătate în îndelungată activitate artistică, științifică și didactică prin care au promovat tradițiile culturale specifice fiecărei comunități etnice și valorile autentice ale artei universale, creând un spațiu de exemplară conviețuire și de civilizație românească”[2]
- Premiul de Excelență al Filialei din Timișoara a Uniunii Scriitorilor pentru întreaga operă, 1996
- Premiul anual Persona Maxima al Bibliotecii Județene „ Paul Iorgovici” Reșița, pentru merite deosebite în promovarea literaturii bănățene, 2000
- Premiul Uniunii Scriitorilor din România, pentru Mătușa mea Maria Theresia, 2000
- Titlu de Cetățean de onoare al comunei Dalboșeț, județul Caraș-Severin, 2001
- Placheta de cetățean de onoare al orașului Mazara del Vallo, Italia, 1986
- Diploma de Excelență, Consiliul județean Caraș-Severin, Centrul de cultură, revista ”Reflex”, pentru măiestria, originalitatea  și profunzimea scrisului său.2003
- Diplomă de Onoare Mitropolia Banatului, Asociația culturală „Gugulanul” pentru prețiosul sprijin acordat acțiunii de refacere a Monumentului Eroilor Bănățeni ai Națiunii Române 2004
- Diploma de Excelență, Consiliul județean Timiș, pentrun întreaga activitate creatoare și merite deosebite  în promovarea artei și culturii 2008
- Diploma de Excelență, Casa de cultură a municipiului Timișoara, pentru întreaga operă scrisă și contribuția inestimabilă la îmbogățirea patrimoniului spiritual al Banatului 2000
- Diploma de onoare, Centrul universitar Timișoara pentru merite deosebite în promovarea operei eminesciene, 1989
- Diplomă de Excelență-In Magistri honorem, Cenaclul ”Banat” al Casei de cultură a Sindicatelor, Biblioteca municipală Lugoj, pentru contribuție esențială la propășirea prozei românești 2009
- Diploma de onoare, Liga de prietenie româno-sârbă, pentru contribuții remarcabile în promovarea prieteniei româno-sârbe 2000
- Diplomă de Fidelitate, Societatea literar-artistică „Tibiscus”, Uzdin, Serbia, pentru sprijinul acordat și pentru faptul că este străjerul neamului și promovează patrimoniul și cultura neamului, 2007
- Diploma de onoare, Prefectura județului Timiș, pentru merite deosebite în viața culturală a județului Timiș 1996
- Diploma de Excelență, Primăria municipiului Caransebeș, Biblioteca municipală ” Mihai Haliciu” 2005
- Diploma de Onoare Facultatea cde Arte , Universitatyea de Vest, Timișoara, pentru merite deosebite în domeniul creației și al promovării valorilor culturale 2005
- Diploma de Excelență, revista ”Suflet nou”, Comloșul Mare, județul Timiș, pentru contribuții deosebite la promovarea și conservarea tradițiilor satului românesc 2011
- Diploma de Excelență. Filarmonica ”Banatul” Timișoara 2004
- Diploma de Excelență, Asociația Română pentru Patrimoniu, București,pentru ansamblul operei 2006
- Premiul Filialei Timișoara a Uniunii Scriitorilor pentru cartea Amintiri despre țărani, 2011
- Diploma de Excelență pentru poezie a Primăriei Timișoara, 2012
- Titlul de Cetățean de Onoare al orașului Anina, județul Caraș-Severin, 2013
- Titlul de Cătățean de Onoare al municipiului Timișoara, 2014

## Dicționare
- Academia Română-Dicționarul general al Literaturii române, AB, Editura Univers enciclopedic, București 2004, p.135-136
- Marian Popa, Dicționar de literatură română contemporană, ediția a II a, Editura Albatros, București, 1975, p.19;
- Olimpia Berca, Dicționar al scriitorilor bănățeni, Editura Amarcord, Timișoara 1994,p.11-1
- Dicționarul scriitorilor români, coordonatori Mircea Zaciu, Marian Papahagi, Aurel Sasu, Editura Fundației Culturale Române, București, 1995 p.59-60.
- Victoria Bitte, Tiberiu Chiiș, Nicolae Sârbu, Dicționarul scriitorilor din Caraș-Severin, Editura Timpul, Reșița, 1998
- Dicționarul general al Literaturii Române, Academia Română, Editura Univers Enciclopedic, București, 2004, p.135-136
- Alexandru Ruja, Dicționar al scriitorilor din Banat, Editura Universității de Vest, Timișoara, 2005, p. 26-28
- Aquilina BIrăecu. Diana Zărie, Scriitori și lingviști timișoreni-Dicționar bibliografic, p.10-12
- Paul Eugen Banciu ,Aquilina Birăescu, Timișoara literară , Dicționar biobibliografic al membrilor Uniunii Scriitorilor-Filiala Timișoara 2007. p.13-15
- Who”S who în România, București 2002-2003 etc. p.373
- C. Ungureanu, Geografia  literaturii române, azi, vol.4, Editura Paralela 45, Pitești 2005, p.26-27
- Anton Cosma, Romanul românesc contemporan(II) Editura Presa Universitară Clujeană, Cluj, 1998,p. 147, 447,
- Mariana Cernicova, Marin Bucă, Dicționarul vieții publice timișene postdecembriste.. Partide, organizații, personalități. Editura Intergraf, Reșița,  2000 p. 2002-203
- Academia Română, Institutul de studii banatice „Titu Maiorescu”, Enciclopedia Banatului, Literatura,  Editura David Press Print 2018 p.397-398

## Studii critice
- Fascinația ținutului-Ion Marin Almăjan în dialog cu critica literară, Editura David Press Print, Timișoara 2013, , 391pag.
- Biruit-a gândul. Epistole dintre două veacur iEditura David Press Print, 2014, Timișoara, 462 pag.
- Cornel Ungureanu, Imediata noastră apropiere, Editura Facla, Timișoara, 198o p.217-225
- Valeriu Bârgău, Generația 80, precursori & urmași, Editura Călăuza, Deva, 1997 p.154-157u
- Alexandru Ruja, Parte din întreg, Editura Excelsior, Timișoara 2001, p. 117-123
- Alexandru Ruja Printre cărți, Editura Universității de Vest 2006, p.213-216,353
- Olimpia Berca, Lecturi provinciale, Editura Eubeea,Timișoara 2003,p.94-97
- Ildico Achimescu, Ca sticla zidul, Editura Augusta, Timișoara, 2004, p. 167-169,
- Ion Arieșanu, Printre înțelepți, Editura Eubeea, Timișoara, 2008.
- Ada D. Cruceanu, Capete de pod, Editura Anthropos, Timișoara 2001, p.244-248
- Rodica Opreanu, Întâmpinări cordiale, Editura Eubeea, Timișoara 2008
- Mircea Șerbănescu, Timișoara memorie literară, Editura ArtPress 2004
- Titus Crișciu, Cei de lângă noi, Editura TIM, Reșița 2005, p. 7-10
- VIP în Banat, Editura Almanahul Banatului, Timișoara 2000,p.14-15
- Dănilă Sitariu, Locuri și oameni din Țara Almăjului, Editura Signum, 2002, p. 197
- Dănilă Sitariu, Satul almăjan, statornicie și continuitate, Editura Gordian, Timișoara, 2005 p. 197
- Dănilă Sitariu, Țara Almăjului, o vale a miracolelor, Editura Waldpress, Timișoara,2000,p. 15-22
- Petroman Pavel, Petroman Ioan, Personalități de marcă din Timișoara... Editura Eurostampa 2008, p.15-22
- Gheorghe Jurma, Eftimie Murgu, un portret pentru eternitate, Editura TIM, Reșița, p. 67-88
- Jurma Gheorghe, Literatura și istorie, Editura TIM,. Reșița, 2003, p. 68-71
- Dănilă Sitariu, Valea Almăjului, File de istorie și credință, Editura Timpul, Reșița, 2003, p. 152-153
- Valeriu Ureche, Oameni în vâltoarea timpului, Editura Augusta, 2002, p. 131-135
- Valeriu Bârgău, Generația 80. Precursori& urmași, Editura Călăuza, Deva, p. 154-157
- Titus Crișciu, Cei de lângă noi, Editura TIM, Reșița, 2005
- Titus Crișciu, Nașterea zilei de azi, Editura Facla, Timișoara 1983, p. 5-11
- Adrian Dinu Rachieru, Romanul politic și pactul ficțional (vol. II), Editura Junimea 2018, Iași, p.138-147
- Maria Nițu, Prezent continuu,Editura Eubeea, Timișoara, 2011, pp. 50-61.
- Marinela Panțiru, Ion Marin Almăjan și marea lui dragoste - Banatul. O viață de om și scriitor, Editura Eurostampa, Timișoara, 2023, 147 p.

## Legături externe
- Ion Marin Almăjan pe FaceBook
- Pe Word Press - despre Ion Marin Almăjan